# SEAT Sport
SEAT Sport jest oddziałem hiszpańskiego koncernu motoryzacyjnego SEAT, skierowanym na wyścigi samochodowe. Zespół został założony w 1985 roku, kiedy to zlikwidowano „SEAT Special Vehicles department” (1971–1985), którego misją było reprezentowanie SEAT-a w rajdach samochodowych (11 tytułów w latach 1979–1983) Nowy zespół startował w rajdach samochodowych, wyścigach samochodów turystycznych, a także rozwijał samochody sportowe SEAT-a.

## Rajdy
SEAT zadebiutował w Rajdowych Mistrzostwach Świata WRC w 1977 roku z modelem „SEAT 1430/124D Especial 1800”. W debiucie w Rajdzie Monte Carlo samochody SEAT-a uplasowały się na trzeciej i piątej pozycji. W kolejnych latach używano samochodu SEAT Ibiza. Ibiza w wersji 2L przyniosła SEAT-owi sukcesy w latach 1996–1998, kiedy to SEAT świętował tytuły w 2L World Championship. W 1997 roku ogłoszono budowę profesjonalnego samochodu spełniającego wymogi Rajdowych Mistrzostwach Świata WRC. Tym samym zbudowano SEAT Córdoba WRC i w 1998 roku SEAT stał się kolejnym producentem klasyfikowanym w Mistrzostwach Świata. W pierwszym sezonie startów jedynie w Rajdzie Wielkiej Brytanii zdobyto punkty. Harri Rovanperä z dorobkiem trzech punktów uplasował się na piętnastej pozycji w klasyfikacji generalnej. Rok później ekipy SEAT-a dwukrotnie stawały na trzecim stopniu podium – w Rajdzie Nowej Zelandii (Toni Gardemeister) oraz w Rajdzie Wielkiej Brytanii (Harri Rovanperä). W 2000 roku Didier Auriol ukończył Rajd Safari na trzeciej pozycji. Po sezonie 2000 SEAT wycofał się z Rajdowych Mistrzostw Świata WRC, jednak jeszcze w sezonie 2001 SEAT Cordoba WRC Evo3 startował w wybranych rajdach.

## Wyścigi samochodów turystycznych
W 2002 roku SEAT utworzył serię SEAT León Supercopa, a rok później zespół dołączył do stawki European Touring Car Championship z samochodem SEAT Toledo Cupra. Rickard Rydell w 2004 roku odniósł pierwsze zwycięstwo dla zespołu.
Po przekształceniu ETCC w World Touring Car Championship w 2005 roku zwycięstwa dla zespołu odnosili Jordi Gené, Rickard Rydell i Peter Terting. Rydell został sklasyfikowany na szóstej pozycji. Rok później Gabriele Tarquini by piąty w końcowej klasyfikacji kierowców. W sezonie 2007 Gabriele Tarquini i Jordi Gené odnieśli dla ekipy po jednym zwycięstwie. Jednak nie poprawiono wyniku z poprzedniego sezonu – Tarquini był ósmy, a Gené dziesiąty. W 2008 roku Gabriele Tarquini stawał na najwyższym stopniu podium trzykrotnie, co pozwoliło mu zdobyć tytuł wicemistrzowski. W sumie SEAT odniósł osiem zwycięstw i zdobył tytuł w klasyfikacji producentów. W 2009 roku tytuł mistrzowski w barwach zespołu świętował Gabriele Tarquini. Po 2009 roku SEAT wycofał się z World Touring Car Championship, jednak na sezon 2010 podpisano porozumienie z Sunred Engineering, na bazie którego nowo powstały SR-Sport stał się fabrycznym zespołem SEAT-a.
W latach 2004–2008 zespół startował także w British Touring Car Championship pod nazwą SEAT Sport UK. W 2006 i 2007 roku Jason Plato zdobywał tytuł wicemistrzowski.